# Japanische Badmintonmeisterschaft 2018
Die Japanische Badmintonmeisterschaft 2018 fand vom 27. November bis zum 2. Dezember 2018 im Olympiapark Komazawa in Setagaya statt. Es war die 72. Austragung der nationalen Titelkämpfe im Badminton in Japan.

## Medaillengewinner
| Disziplin    | Gold                          | Silber                           | Bronze                           |
| ------------ | ----------------------------- | -------------------------------- | -------------------------------- |
| Herreneinzel | Kento Momota                  | Kenta Nishimoto                  | Kanta Tsuneyama                  |
| Herreneinzel | Kento Momota                  | Kenta Nishimoto                  | Takuma Ueda                      |
| Dameneinzel  | Akane Yamaguchi               | Nozomi Okuhara                   | Sayaka Takahashi                 |
| Dameneinzel  | Akane Yamaguchi               | Nozomi Okuhara                   | Mako Urushizaki                  |
| Herrendoppel | Keigo Sonoda Takeshi Kamura   | Hiroyuki Endo Yuta Watanabe      | Takuro Hoki Yugo Kobayashi       |
| Herrendoppel | Keigo Sonoda Takeshi Kamura   | Hiroyuki Endo Yuta Watanabe      | Hiroki Okamura Masayuki Onodera  |
| Damendoppel  | Yuki Fukushima Sayaka Hirota  | Ayaka Takahashi Misaki Matsutomo | Wakana Nagahara Mayu Matsumoto   |
| Damendoppel  | Yuki Fukushima Sayaka Hirota  | Ayaka Takahashi Misaki Matsutomo | Ayako Sakuramoto Yukiko Takahata |
| Mixed        | Yuta Watanabe Arisa Higashino | Takuro Hoki Wakana Nagahara      | Yugo Kobayashi Chiharu Shida     |
| Mixed        | Yuta Watanabe Arisa Higashino | Takuro Hoki Wakana Nagahara      | Kohei Gondo Ayane Kurihara       |